# دانيال ليند
دانيال ليند (بالإنجليزية: Daniel Lynd)‏ هو لاعب كرة قدم أمريكي في مركز حراسة المرمى، ولد في 4 مارس 1994 في بينفيلد في الولايات المتحدة. لعب مع Pittsburgh Riverhounds U23 ‏.